# Fiesta del Sagrado Corazón de El Paso
La Fiesta del Sagrado Corazón de El Paso, es una celebración anual que tiene lugar en el municipio de El Paso, La Palma, en honor del Sagrado Corazón de Jesús. En ella tiene lugar una procesión de la imagen del Sagrado Corazón de Jesús, desde la iglesia de la Concepción de Bonanza hasta el barrio del Calvario, cruzando las principales calles del casco histórico, engalanadas con pasillos, arcos y tapices de flores y semillas, que los distintos barrios han confeccionado, durante meses, para ese día.

## Historia
“Los antecedentes de estos elementos festivos los encontramos en El Paso a menos desde el siglo XIX. En 1874 el periódico palmero El Noticiero recoge una fiesta celebrada en este municipio donde en la víspera por la tarde empezó el enrame, levantándose en la plaza y en un largo trayecto del camino varias astas con banderas y arcos triunfales”. “Los días 26 y 27 de junio de 1919 tuvo lugar en El Paso la bendición y entronización de la imagen del Sagrado Corazón de Jesús en la parroquia. Con este motivo se programaron festejos cívico-religiosos organizados por una comisión”.
“La celebración festiva del Sagrado Corazón de Jesús en El Paso se ha convertido en la fiesta anual más esperada en esta ciudad”. La celebración tiene lugar el segundo domingo después del día del Corpus Christi, “cuando la fuerza de la primavera ha triunfado en todo los rincones de la Isla. El símbolo metonímico de la fiesta, el corazón, se ha plasmado en los estandartes y telas que cuelgan de sus ventanas, mientras la figura central, durante la celebración, es una imagen de madera policromada de Jesús joven, en todo su esplendor físico. Vestido con una túnica blanca y un manto colorado, lleva melena y barba oscura, sobre el pecho se destaca un corazón rojo”.
Uno de los festejos sumados a la fiesta con el paso de los años ha sido el carro triunfal, o los carros alegóricos y triunfales. El primero de ellos fue Luz y Sombra (1946, 1947 y 1948) con letra de Antonio Pino Pérez, música de José Pérez Pérez, diseño de Álvaro Menis y producción de Pedro Capote Lorenzo; el segundo: Reinado Eterno (1949, 1950); y el tercero: La Nave de la Esperanza (1951, 1952, 1953, 1954 y 1985), con letra de Antonio Pino Pérez. Dados los grandes costes que conlleva el montaje anual de estos carros alegóricos, se ha trasladado su representación a la fiesta trienal de la Bajada de la Virgen del Pino de El Paso.
En 1998, con motivo de la fiesta anual, se celebró en El Paso una exposición que reunió una muestra de imágenes del Sagrado Corazón, entre las dieciocho catalogadas en todas las parroquias de la isla de La Palma. La exposición contó con el apoyo y colaboración del Obispado de Tenerife (Diócesis de San Cristóbal de La Laguna), el patrocinio del Cabildo de La Palma, con su Taller de Restauración y Conservación, la organización del Ayuntamiento de El Paso, así como la coordinación de Pedro Javier Castañeda García, el montaje de Fátima Sicilia Bethencourt y el apoyo de vecinos y particulares. Los textos del catálogo se debieron, en la parte teológica, al Rector del Real Santuario Insular de Ntra. Sra. de Las Nieves y Delegado Episcopal para el Patrimonio Cultural de la Iglesia católica en la Isla de La Palma, don Pedro-Manuel Francisco de Las Casas y, en la parte sociológica, al coordinador de la muestra.